# Ayuntamiento de Hoboken
El Ayuntamiento de Hoboken  (en inglés, Hoboken City Hall) está ubicado en Hoboken, Condado de Hudson, Nueva Jersey (Estados Unidos). El edificio fue diseñado por Francis G. Himmpler y fue construido en 1883. El edificio se agregó al Registro Nacional de Lugares Históricos el 1 de enero de 1976. El edificio es una estructura del Segundo Imperio modificada a un diseño del clasicismo Beaux Art.